# Pablo Sánchez Ibáñez
Pour les articles homonymes, voir Pablo Sánchez (homonymie) et Sánchez.
Augusto Pablo Sánchez Ibáñez, né le 25 janvier 1930 à Mairena del Alcor et mort le 15 mai 1987 à Badajoz, était un arbitre espagnol de football. Il fut arbitre international de 1970 à 1977.

## Carrière
Il a officié dans une compétition majeure :
- Coupe du monde de football de 1974 (1 match)